# Jean-Michel Saive
Jean-Michel Saive, född i Liège 17 november 1969, är en belgisk före detta bordtennisspelare som under lång tid spelade på internationell elitnivå. Han var rankad som världsetta från 9 februari 1994 till 8 juni 1995 samt från 26 mars till 24 april 1996, sammanlagt 515 dagar. Han blev rankad som bäste bordtennisspelare i Belgien i juni 1985, vid femton års ålder, och behöll den positionen oavbrutet fram till december 2015 då han avslutade sin karriär. Jean Michel Saive är storebror till Philippe Saive, även han tidigare landslagsspelare för Belgien.
Saive deltog i samtliga olympiska sommarspel från 1988 till 2012, med en kvartsfinalplats i Atlanta 1996 som bästa placering. Han har vunnit sju medaljer, varav ett guld, i turneringen Europa Top 12, tre medaljer, varav ett guld i singelturneringar vid europamästerskap, en medalj vardera i dubbel och lag vid europamästerskap, samt en silvermedalj vardera i världsmästerskap och världscupen. Saive är den spelare i bordtennishistorien som fram till 2013 deltagit i flest världsmästerskap, 22 stycken.
Saive utsågs till årets idrottare i Belgien 1991 och 1994.
I januari 2014 spreds ett videoklipp från en match mellan Saive och den regerande världsmästaren i dubbel, Chuang Chih-Yuan från Taiwan, där spelet snart utvecklades till ett humoristiskt spektakel snarare än allvarlig match. Videon sågs på Youtube nästan 4,5 miljoner gånger redan första veckan.
Den 4 december 2015 meddelade Saive att han avslutar sin karriär som spelare.